# Блоне-Весь
Блоне-Весь (пол. Błonie-Wieś) — село в Польщі, у гміні Блоне Варшавського-Західного повіту Мазовецького воєводства.
Населення — 753 особи (2011).
У 1975-1998 роках село належало до Варшавського воєводства.

## Демографія
Демографічна структура станом на 31 березня 2011 року:
|          | Загалом | Допрацездатний вік | Працездатний вік | Постпрацездатний вік |
| -------- | ------- | ------------------ | ---------------- | -------------------- |
| Чоловіки | 359     | 64                 | 250              | 45                   |
| Жінки    | 394     | 72                 | 234              | 88                   |
| Разом    | 753     | 136                | 484              | 133                  |